# Дервіш-Алі
Дервіш-Алі або Дербиш-Алій (перс. درویش علی; тат. Därwiş Ğäli xan, церк.-слов. Дербышь Алѣй; д/н — бл. 1558) — астраханський хан у 1537—1539, 1550—1552, 1554—1556 роках.

## Життєпис
Походив з родини Ахматовичів роду Тукатимуридів, гілки династії Чингізидів. Онук Шейх-Ахмада, хана Великої Орди. Син Шейх-Гайдара. 1537 року за підтримки Саїд-Ахмада, бія ногайців, повалив астраханського хана Абдул-Рахмана з Махмудовичів, захопивши владу.
1539 року повалений ногайцями, ймовірном ірзи Шейх-Мамая, внаслідок чого на трон повернувся Абдул-Рахім. До 1541 року разом з батьком намагався відвоювати Хаджи-Тархан, але марно. Зрештою перебрався до Москви. 1548 року запрошений ногайцями на чолі із Шейх-Мамай-бієм зайняти астраханський трон. У лютому 1549 року Дервіш-Алі рушив Волгою до Хаджи-Тархану, але в цей час помер Шейх-Мамая, а новий бій Юсуф був проти промосковського ставленика. Водночас в цейчас в ханстві точилася боротьба між Ямгурчі і Ак-Кубеком. Тому Дервіш-Алі повернувся до Москви.
1550 року, скориставшись зосередженням уваги Юсуф-бея на казанських справах, Дервіш-Алі захопив за підтримки Ісмаїл-мірзи владу в Хаджи-Тархані. Втім вже у 1552 році повалений Юсуф-беєм. Втім до Московського царства, де отримав у володіння Звенигород.
Ситуація змінилася у 1554 році. На той час Москва захопила Казанське ханства, розчистивши шлях до Середнього Надволжя, а в Ногайській Орді запанував Ісмаїл-бей. Того ж року Дервіш-Алі рушив з московським військом на чолі із воєводою Ю.Шемякіним-Пронським, до якого на шляху до Хаджи-Тархану доєдналися ногайці. Астраханський хан Ямгурчі без спротив втік, а 2 липня московити зайняли Хаджи-тархан, де оголосили ханом Дервіш-Алі. Останній присягнув на вірність московському цареві. За угодою в разі смерті хана питання про спадкування трону мав вирішувати цар. Московити отримали право риболоволі в межах Астраханського ханства.
Невдовзі сили Ісмаїл-беябуло відволіклись на боротьбу з небожами, що діяли спільно з колишнім астраханським ханом Ямгурчі. Останнього також підтримувало Кримське і Тюменське ханства. З огляду на це Дервіш-Алі почав таємні перемовини з кримським ханом Девлет I Ґераєм. У відповідь до Хаджи-тархану прибув загін стрільців на чолі із Григорієм Кафтировим, що з'єднався з московською залогою на чолі із боярським сином Петром Тургенєвим. Дервіш-Алі не наважився виступити проти них, втікши з Хаджи-Тархану. Втім рішенням московського царя Івана IV зберіг трон. До того ж ханство на 1 рік звільнялося від сплати данини.
Втім 1556 року московські стрільці на чолі із І.Черемисинов-Карауловим біля Переволоки (на Волзі) з'єдналися з донськими козаками під орудою Ляпуна Філімонова, після чого рушили на Хаджи-Тархан. Дервіш-Алі втік, а московити без бою захопили місто, приєднавши Астраханське ханство до Московського царства.
Колишній астраханський хан перебрався спочатку до Азака, звідки здійснював рейди проти ногайців та московитів. 1557 року рушив у хадж до Мекки, де й помер близько 1558 року.